# Kirenga
Kirenga (ros. Киренга) – rzeka w Rosji, w obwodzie irkuckim; prawy dopływ Leny. Długość 746 km; powierzchnia dorzecza 46 600 km²; średni roczny przepływ przy ujściu 680 m³/s.
Źródła w Górach Bajkalskich; płynie w kierunku północnym; u ujścia do Leny leży miasto Kireńsk. Spławna na prawie całej długości, żeglowna od 480 km od ujścia.
Zamarza od października do maja; zasilanie głównie deszczowe.